# Associazione nazionale del libero pensiero "Giordano Bruno"
L'Associazione Nazionale del Libero Pensiero "Giordano Bruno" è un movimento italiano che riunisce gruppi e pensatori laici e libertari.

## Storia
Il movimento italiano del Libero Pensiero si organizza per la prima volta nel 1869, quando, in opposizione al Concilio Vaticano I, si tiene l'Anticoncilio di Napoli. L'iniziativa, presa dal deputato Giuseppe Ricciardi, è sostenuta da Giuseppe Garibaldi, David Levi e da altri sessanta deputati. Vi aderiscono 62 logge massoniche, 25 movimenti laicisti e 63 associazioni di liberi pensatori, ma anche eminenti personalità straniere: il romanziere Victor Hugo, il filologo Émile Littré, il fisiologo Jacob Moleschott.
Nel 1889, molti liberi pensatori italiani ed esteri, tra cui il biologo Ernst Haeckel, il filosofo Herbert Spencer, il poeta Robert Hamerling, il sociologo Alfred Fouillée, il drammaturgo Henrik Ibsen, danno il loro sostegno al fondo per la costruzione del monumento a Giordano Bruno in piazza Campo de' Fiori a Roma, dove il filosofo venne arso vivo il 17 febbraio 1600 per ordine del Sant'Uffizio. Nel 1903 è fondata, per iniziativa di alcune personalità politiche, tra le quali il primo deputato socialista Andrea Costa e il dirigente repubblicano Arcangelo Ghisleri, l'Associazione Nazionale del Libero Pensiero Giordano Bruno, che riunisce molti gruppi laicisti e libertari(anarchici).
Nel 1904 l'Associazione organizza a Roma il Congresso della Federazione Internazionale dei Liberi Pensatori (esistente fin dal 1850), al quale partecipano molti delegati stranieri ed eminenti personalità del mondo della cultura italiana (il filosofo Roberto Ardigò, il penalista e criminologo Enrico Ferri, l'antropologo Cesare Lombroso, il poeta Mario Rapisardi, i deputati Andrea Costa e Napoleone Colajanni).
L'Associazione si dà un'organizzazione ed uno statuto nel 1906, iniziando così a svolgere la sua attività per il riconoscimento e la tutela dei diritti fondamentali dell'individuo e nel 1919 inizia le pubblicazioni di una propria rivista (La Regione) che oggi è sostituita dal trimestrale LiBERO PENSIERO.
Nel 1923, il 25 novembre, l'Associazione tiene a Lecce il Primo Congresso Pugliese, con il seguente Ordine del giorno: 1- Comunicazioni (un membro del Comitato Centrale relatore); 2- Difendiamo la Scuola (relatore Cesare Teofilato); 3- Nuovi orizzonti della battaglia anticlericale (relatore: dott. Piero Bacca); 4- Per la "Ragione", per l'"Editoriale", per la propaganda nostra (relatore: Ottavio Fiori); 5- Costituzione della Federazione Pugliese e nomina del relativo Comitato dirigente. Il Console Regionale: G. Trisolini.
Nel 1924, a due anni dall'avvento del fascismo al potere, l'Associazione è sciolta con un Regio Decreto che la dichiara "antinazionale". E nel 1925 le squadre fasciste ne devastano la sede nazionale, a Roma, e distruggono prezioso materiale storico e documentario. Anche le altre sedi locali dell'Associazione vengono assaltate e distrutte dai fascisti. Moltissimi dirigenti e militanti sono imprigionati, ammoniti, inviati al confino di polizia e licenziati dai loro luoghi di lavoro. Alcuni, come il socialista Arturo Labriola ed il repubblicano Eugenio Chiesa, riescono a riparare all'estero, da dove continuano in clandestinità a svolgere attività di resistenza antifascista.
Durante il Ventennio, nonostante la dura repressione fascista, gli aderenti all'Associazione svolgono un'intensa attività clandestina, che si esprime pubblicamente anche con la deposizione di fiori sui monumenti di Giordano Bruno, di Mazzini, di Garibaldi.
Nel 1929, subito dopo la firma dei Patti Lateranensi, la statua di Giordano Bruno in Campo de' Fiori a Roma è coperta da un panno nero, in segno di lutto per il ritorno della teocrazia cattolica, e vengono diffusi clandestinamente volantini che condannano i privilegi accordati al Vaticano dallo Stato Italiano. Durante tutti gli anni della dittatura fascista i Liberi Pensatori organizzano iniziative di opposizione al regime, e nel 333º anniversario del rogo di Giordano Bruno riescono ad organizzare in concomitanza manifestazioni in varie città italiane. 
I Liberi Pensatori si riorganizzano in Associazione al crollo del fascismo. Il libero pensiero figlio della fratellanza laica(massoneria) e del movimento puramente libertario(anarchici) riconosceva la figura di Bruno come centrale senza dogmatismi di sorta(Aldo Masullo"Giordano Bruno maestro di anarchia" e 1 Maggio Piazza del Duomo Carrara).E nel febbraio del 1948, riprendono con regolarità la loro attività pubblica: il 17 febbraio 1948, a Campo dei Fiori si tiene un'imponente celebrazione sotto la statua del filosofo nolano, a indicare la continuità della libertà e della democrazia riconquistate.
L'associazione ha continuato nel dopoguerra (e continua) le sue battaglie per i diritti civili e per la laicità dello Stato repubblicano: contro la "legge truffa" del 1953; a favore degli anticoncezionali, per una maternità libera e responsabile; a favore del divorzio e dell'aborto; per l'obiezione di coscienza al servizio militare; a favore della cremazione; per l'abolizione del Concordato; per l'estromissione dell'insegnamento cattolico dalle scuole della Repubblica; in difesa della scuola statale: l'unica libera; per il rispetto delle Garanzie libertarie laiche, democratiche sancite dalla Costituzione nella consapevolezza che senza laicità non c'è né giustizia né libertà. L'Associazione, come afferma il suo Statuto, "opera nella prospettiva di liberare la mente umana da qualsiasi pregiudizio dogmatico o razziale e si propone di promuovere e diffondere nelle istituzioni pubbliche e nella società civile il laicismo, il pensiero scientifico, la separazione fra Stato e Chiesa e altre confessioni religiose, la difesa dei diritti civili, la sicurezza sociale basata sulla libertà dal bisogno, la emancipazione da secolari mistificazioni strumento di dominio su individui e popoli. A tal fine: organizza programmi di studio e di ricerca; stampa e diffonde pubblicazioni periodiche quali la rivista culturale "Libero Pensiero"  e il sito www.periodicoliberopensiero.it. Promuove e partecipa a iniziative sociali e culturali di carattere locale, nazionale e internazionale, quali convegni, dibattiti, mostre, congressi e altre manifestazioni pubbliche". 
L'Associazione Nazionale del Libero Pensiero Giordano Bruno attualmente fa parte dell’Associazione Internazionale del Libero Pensiero (AILP) di cui è stata tra i fondatori e ne fa parte del consiglio direttivo. L'AILP riunisce numerose associazioni libertarie e laiche di diversi Paesi del mondo, ed è presente con ruolo consultivo presso l'ONU.